# Palladium (beeld)

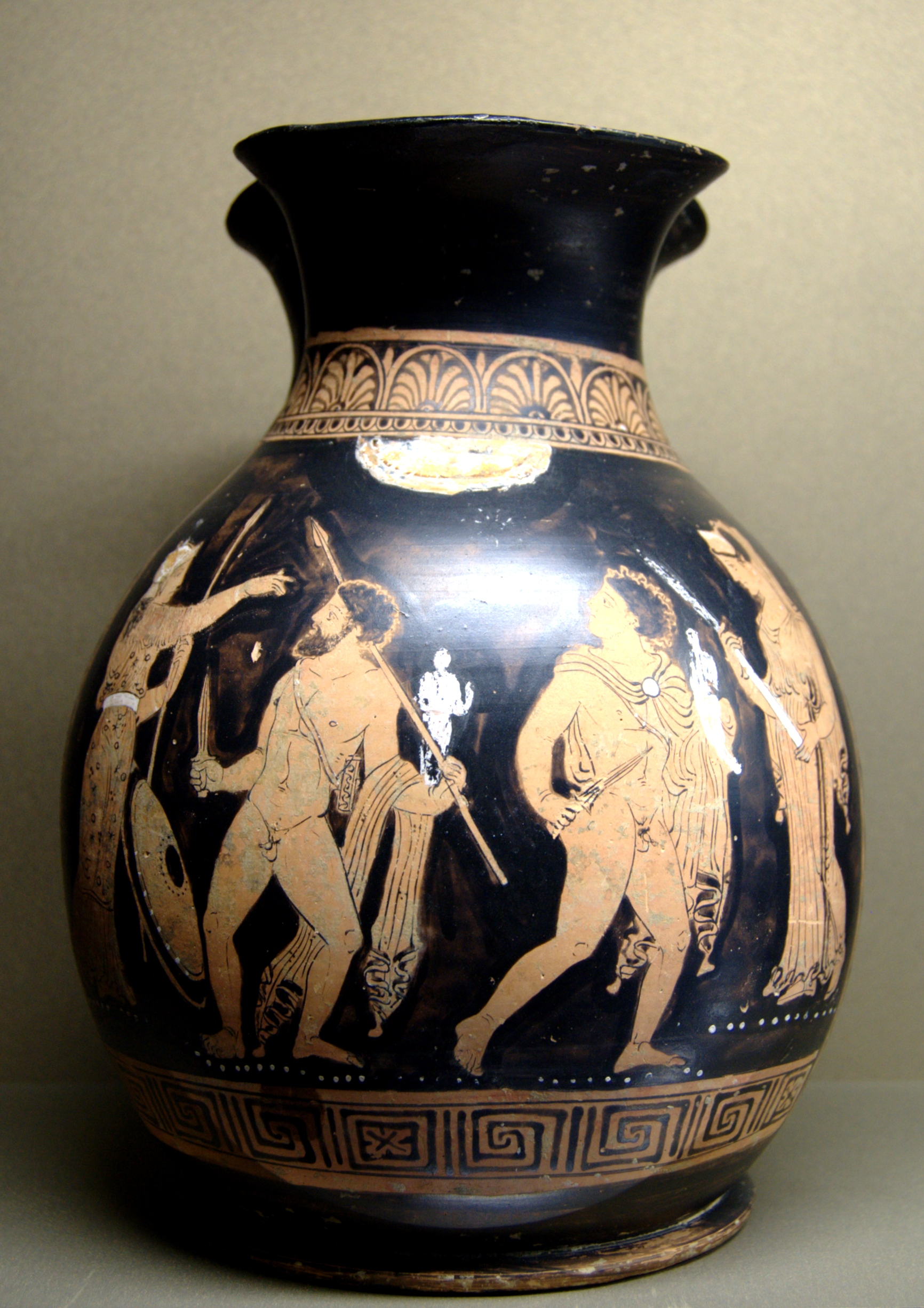
Het palladium geheel rechts op de vaas afgebeeld.

Het palladion (Oudgrieks Παλλάδιον) of palladium (Lat.) was een oud beeld van de godin Pallas Athena (Minerva), dat in het allerheiligste van de Tempel van Vesta te Rome werd bewaard. Volgens de Romeinse overlevering had het oorspronkelijk de stad Troje beschermd: daar zou het door Zeus persoonlijk uit de Olympus geworpen zijn, omdat Ilos, of volgens anderen Dardanos, de legendarische stichters van Troje, erom gebeden hadden. Bij de Val van Troje werd het door Aeneas gered en plichtsgetrouw meegevoerd naar Italië, waar het later tot heil van Rome in de Vestaalse tempel werd ondergebracht.
Het bezit van een palladion als talisman was in de Oudheid ook elders, in andere steden gebruikelijk. Het ging dan om een oeroud beeld van de schutsgodin van een stedelijke gemeenschap, en de veiligheid van de stad hing dan af van de zorgvuldige bewaring van dat beeld. Zo zou Troje door de Grieken veroverd zijn omdat Odysseus en Diomedes het palladion eerst hadden geroofd en onteerd. Reeds in de Minoïsche en Myceense periode bestond het geloof dat het Palladion uit de hemel was geworpen. De Grieken vereenzelvigden het met Pallas Athena, de Romeinen met Minerva.
Het is onbekend hoe een palladion eruitzag. Pallas is mogelijk een vóór-Grieks woord voor 'maagd' of 'meisje' en volgens de Griekse traditie zou het een beeld geweest zijn van Pallas Athene. In 1957 werd in een grot in Sperlonga (Italië) een marmeren beeldengroep gevonden die de diefstal van het palladion door Odysseus voorstelt. Hier is het palladion inderdaad weergegeven als een beeldje van Athena in wapenrusting. Maar ook een baetyl (heilige steen) werd als mogelijkheid genoemd. Van het Romeinse palladion werd wel gezegd dat het de scepter was van koning Priamos van Troje, en dat hij de vorm had van een phallus.

## Byzantium
In het Byzantijnse rijk ontwikkelde de afbeelding van Maria, de Hodegetria, ofwel "Zij die de weg wijst", zich vanaf de 11e eeuw tot het Palladium van het Byzantijnse Rijk, die in processies werd meegedragen.